# ريبي جاكسون
ريبي جاكسون (بالإنجليزية: Rebbie Jackson)‏ (و. 1950  م) هي مغنية، وموسيقية، وممثلة أمريكية، ولدت في غاري , إنديانا.

## وصلات خارجية
- ريبي جاكسون على موقع IMDb (الإنجليزية)
- ريبي جاكسون على موقع روتن توميتوز (الإنجليزية)
- ريبي جاكسون على موقع ميوزك برينز (الإنجليزية)
- ريبي جاكسون على موقع إن إن دي بي (الإنجليزية)
- ريبي جاكسون على موقع أول ميوزيك (الإنجليزية)
- ريبي جاكسون على موقع ديسكوغز (الإنجليزية)
- ريبي جاكسون على موقع قاعدة بيانات الفيلم (الإنجليزية)
- ريبي جاكسون في قاعدة بيانات الأفلام على الإنترنت